# Vilaine
De Vilaine is een rivier in Bretagne, Frankrijk. Hij ontspringt in het departement Mayenne, in de heuvels van Juvigné, en mondt uit in de oceaan tussen de gemeenten Camoël (le Moustoir) en Pénestin (Tréhiguier).
De voornaamste zijrivieren zijn de Ille, de Vaunoise, de Seiche, de Meu, de Oust, de Isac en de Cantache.

## Regio's, departementen en gemeenten
De Vilaine stroomt door vier departementenː Mayenne, Ille-et-Vilaine, Morbihan en twee maal even door het departement Loire-Atlantique. Dit zijn de gemeenten en plaatsen, in stroomafwaartse volgorde:
- Mayenne: Juvigné, La Croixille, Bourgon
- Ille-et-Vilaine: La Chapelle-Erbrée, Vitré, Pocé-les-Bois, Saint-Aubin-des-Landes (Les Lacs), Saint-Jean-sur-Vilaine, Châteaubourg, Servon-sur-Vilaine, Brécé, Noyal-sur-Vilaine, Acigné, Cesson-Sévigné, Rennes, Chavagne, Bruz, Pont-Péan (le Boël), Guichen (Halte-de-Laillé, la Bouëxière), Bourg-des-Comptes, Pléchâtel, Saint-Malo-de-Phily, Messac, Guipry (le Port de Guipry), Mâlon, Sainte-Anne-sur-Vilaine (Port de Roche), Beslé, La Chapelle-de-Brain
- Loire-Atlantique: Avessac (Painfaut)
- Ille-et-Vilaine: Sainte-Marie (la Groussinais, les Essarts), Massérac, Redon
- Loire-Atlantique: Saint-Nicolas-de-Redon
- Morbihan: Rieux, Théhillac (Pont de Cran), Béganne (Pellouan), Bringin, Trévineuc (Foleux), Péaule (le Château), Nivillac (Cassan, la Ville Danet), Marzan (Penhap), La Roche-Bernard, Férel (la Grée, Drézet, Trémorel, le Gastre), Arzal, Camoël (Ville Roche, la Grée, le Moustoir), Pénestin (Tréhudal, Tréhiguier).

- Gemeinsame Normdatei: 4306566-1
- Virtual International Authority File: 235175675